# Helle
Helle (gr. Ἕλλη Héllē, łac. Helle) – w mitologii greckiej córka Atamasa i Nefele, siostra Fryksosa.
Jej ojciec Atamas za namową drugiej żony Ino postanowił złożyć ją wraz z bratem w ofierze Zeusowi. Władca Olimpu niezadowolony jednak z tej ofiary, zesłał skrzydlatego barana o złotym runie, by pomógł dzieciom uciec (według innej wersji przysłała go ich matka), unosząc je w powietrze. Helle nie przeżyła podróży spadając  do cieśniny Hellespont, której nazwa miała powstać od jej imienia. Jej brat, który dotarł do Kolchidy, złożył barana w ofierze Zeusowi (jego złote runo stało się później celem wyprawy Argonautów).
Według innej wersji mitu rodzeństwo ocalone zostało przez Dionizosa, oboje jednak popadli w obłęd, błąkając się odtąd po lasach z barankiem – posłańcem ich matki.